# Аттіла Мочі
Аттіла Мочі (угор. Attila Mocsi, нар. 29 травня 2000, Сокольце, Словаччина) — угорський футболіст, центральний захисник турецького клубу «Чайкур Різеспор» та національної збірної Угорщини.

## Ігрова кар'єра

### Клубна
Аттіла Мочі народився у Словаччина та займатися футболом почав в Угорщині. Він грав за молодіжні команди угорських клубів «Дьєр» та «Фегервар». У 2018 році футболіст був включений до заявки першої команди «Фегервара». Але в основі провів лише одну гру.
У липні 2020 року Мочі приєднався до клубу Другого дивізіону «Голодаш», де провів два сезони. У січні 2022 року захисник перейшов до клубу Вищого дивізіону «Залаегерсег».
У серпні 2023 року Мочі приєднався до турецького клубу «Чайкур Різеспор». За два дні до підписання контракту з футболістом клуб відправив по Аттілу приватний літак. У своєму першому матчі в новій команді 26 серпня 2023 року проти «Трабзонспора» Мочі відзначився забитим голом.

### Збірна
У 2021 році Аттіла Мочі брав участь у молодіжному чемпіонаті Європи.
Свій перший виклик до національної збірної Угорщини Мочі отримав у серпні 2022 року на поєдинки Ліги націй. Дебют Мочі в національній команді відбувся 26 березня 2024 року у товариському матчі проти команди Косова.